# アンネッテ・サーヴァデイ
- アンネッテ・セルヴァデイ

アンネッテ・サーヴァデイ（Annette Servadei, 1945年10月16日 - ）は、南アフリカ出身のピアノ奏者。
ダーバンの出身。4歳から母親の手ほどきでピアノを始め、マリア・ノイスにヴァイオリンも学んだ。10歳で地元の放送局でピアノを演奏し、12歳から人前でピアノを演奏するようになったが、1967年から1974年までイロンカ・デッカース、クラウス・シルデ、カルロ・ゼッキ、ヴィルヘルム・ケンプにピアノを師事した。1972年にロンドンのウィグモア・ホールでリサイタルを開いてプロフェッショナルなピアニストとして活動を始めた。1997年から体調不良のため、一時的に演奏活動を停止したが、2005年から復帰している。